# عبد الكريم سيلا
عبد الكريم سيلا (بالفرنسية: Abdoul Karim Sylla)‏ (10 يناير 1981 غينيا - ) هو لاعب كرة قدم غيني، يلعب كلاعب وسط، شارك في كأس الأمم الأفريقية 1994.

## روابط خارجية
- عبد الكريم سيلا على موقع اتحاد تركيا (لاعب) (الإنجليزية)
- عبد الكريم سيلا على موقع قاعدة بيانات كرة القدم.إي يو (الإنجليزية)
- عبد الكريم سيلا على موقع ناشيونال فوتبول تيمز (الإنجليزية)
- عبد الكريم سيلا على موقع Soccerway.com (الإنجليزية)
- عبد الكريم سيلا على موقع عالم كرة القدم.نت (الإنجليزية)